# Haşhaşlı çörek
L'haşhaşlı çörek (tr. dal turco: "çörek con papavero") è un tipo di tradizionale çörek (pane dolce) turco con papavero da oppio. Esso è cotto al forno, e ha come ingredienti farina di grano, semi di papavero, olio da cucina o burro, zucchero e lievito; di solito non è né dolce né salato, anche se ci sono anche varietà con questi sapori. È famoso in diverse regioni della Turchia, compresa la regione del Mar Nero. Non deve essere confuso con l'"haşhaşlı börek", una variante del börek turco.